# Alice Morrissey

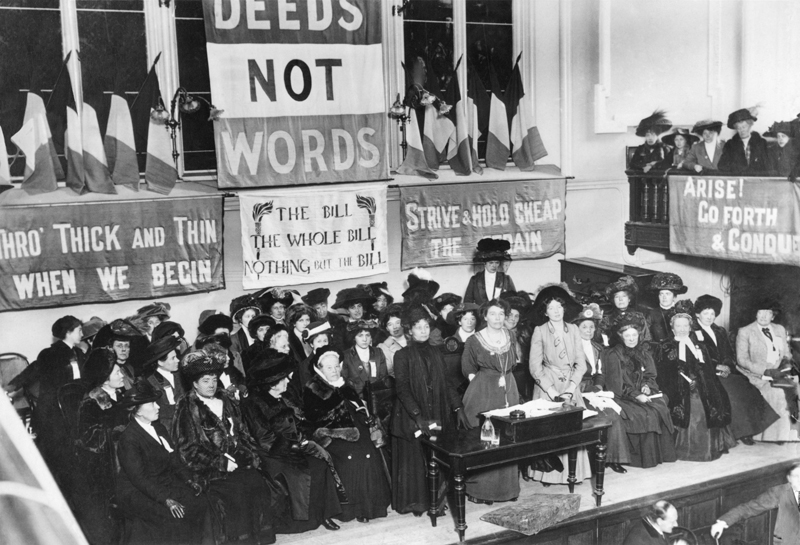
Riunione delle Suffragette a Caxton Hall, Manchester

Alice Morrissey (Liverpool, XIX secolo – 1912) è stata una leader socialista, attivista e suffragetta di Liverpool, imprigionata nella campagna per il diritto di voto delle donne.

## Biografia
Nata con un fratello che divenne prete cattolico, Alice Morrissey sposò John Wolfe Tone Morrissey che fu eletto primo consigliere socialista di Liverpool. Entrambi avevano un profilo politico pubblico e hanno lavorato insieme, a livello locale e nazionale fino alla sua morte improvvisa nel 1912. Era anche a pieno titolo, convocatrice di organizzazioni politiche nel Merseyside, nonché guardiana della legge sui poveri. Fondò la filiale della Women's Social and Political Union di Liverpool e fu imprigionata due volte per il suo attivismo come suffragetta.

## Suffragio e socialismo
La Morrissey era un socialista del Partito Laburista Indipendente (ILP), una cattolica devota e attiva, e si unì anche al movimento per il voto alle donne, im primo luogo nella Liverpool Women's Suffrage Society, un ramo della National Union of Women's Suffrage Societies (NUWSS), le suffragette, nel 1904. Lasciò rapidamente quella società, insieme alla dottoressa Alice Ker, poiché la considerava antidemocratica e guidata da una classe. Fu schietta nel criticare la mancanza di una campagna per educare le donne in tutte le zone della città, affinché fossero pronte a utilizzare il voto. Divenne una militante delle suffragette avviando la filiale di Liverpool della Women's Social and Political Union (WSPU), le suffragette. Era considerata un'amica dei leader della WSPU, i Pankhurst e Hannah Mitchell. Tuttavia il suo profilo pubblico si concentrava sul suo ruolo nel movimento operaio locale, ma The Labour Leader non elogiò il suo fervore socialista o la forza della sua causa per l'emancipazione femminile, ma per la sua attenzione per il 'comfort delle creature' di potenziali reclute ILP al 'Socialist Socials' agli inizi del '900.
Nel 1906 fu tra le donne che criticarono e protestarono durante un discorso dell'allora primo ministro liberale Sir Henry Campbell-Bannerman davanti a un pubblico di circa 6.000 persone alla Sun Hall. Anche la Morrissey e Patricia Woodlock tenevano grandi riunioni all'aperto, ma erano meno spesso invitate alle discussioni più elitarie 'a casa' nei salotti tra le donne della classe media del WSPU.
Sebbene sia le organizzazioni per il suffragio che i partiti politici scoraggiassero la doppia appartenenza a causa di prospettive politiche contrastanti, l'attivismo sociale e l'attivismo delle suffragette erano ugualmente importanti per la Morrissey, che prestò servizio come segretario della filiale dell'ILP (1907–08) e prima delegata donna al Liverpool Labour Representative Committee. Era una forte sostenitrice di John Hill, candidato dell'ILP alle elezioni suppletive per il collegio elettorale di Kirkdale nel settembre 1907. Parlò insieme ad altre donne socialiste, come Mary Bamber, alle riunioni pubbliche dell'ILP e fu elogiata da The Labour Leader, per questo e citata come esempio nelle lamentele sull'atteggiamento di alcuni membri del WSPU che non erano visti sostenere positivamente i candidati dell'ILP, che in realtà erano in sintonia con la loro causa. Ma a Liverpool i due movimenti a volte organizzavano eventi di protesta congiunti e i loro leader locali sembravano riconoscere il diritto delle singole donne di avere opinioni per entrambe le cause.
La Morrissey guidò gli incontri dell'ILP con altri come Emma Hillier, Hattie Mahood e Patricia Woodlock per rafforzare il sostegno socialista al suffragio femminile, ma le donne non avevano il potere di controllare e pianificare le loro attività nell'ILP rispetto al WSPU. Il movimento delle suffragette riconobbe il ruolo della Morrissey come "agitatrice, oratrice, organizzatrice e, a causa di due pene detentive, una martire".
Quando Ada Flatman lasciò il WSPU di Liverpool improvvisamente, alla fine del 1910, a seguito di un disaccordo sulla tattica, la Morrissey si offrì volontaria come segretaria e organizzatrice ad interim del WSPU; divenne anche segretaria distrettuale della Women's Cooperative Guild (WCG) nel 1911.
Alice e suo marito andarono in tournée nel sud dell'Inghilterra per la propaganda dell'ILP poco prima che lei morisse improvvisamente nel 1912.

## Fede e politica
All'inizio la Chiesa cattolica non ha preso una posizione politica sul suffragio femminile, piuttosto i suoi leader spirituali hanno espresso preoccupazione per l'impatto dell'impegno politico sul ruolo delle donne nella società civile, ad esempio il Cardinale Manning, arcivescovo di Westminster (ex anglicano). disse nel 1871 a St. Mary Moorfield che sperava che la femminilità inglese "avrebbe resistito con un severo rifiuto morale all'immodestia che avrebbe spinto le donne dalla loro vita privata di dignità e supremazia nei conflitti pubblici degli uomini". Il suo successore, Il Cardinale Vaughan, più aperto al cambiamento, dichiarò: "Credo che l'estensione del diritto di voto parlamentare alle donne alle stesse condizioni di cui godono gli uomini sia una misura giusta e benefica, che tenda a sollevare piuttosto che abbassare il corso della legislazione nazionale".
La Morrissey era chiaramente dalla parte della comunità cattolica che era d'accordo con l'approccio più liberale e questo fu visto come il principio nella sua esperienza carceraria, come riportato dalla stampa cattolica.
La Morrissey e Patricia Woodlock, leader cattolico della WSPU, furono imprigionate nel marzo 1907 per attivismo come suffragetta. Altre attiviste cattoliche a livello locale includevano Florence Barry figlia di un mercante persiano austriaco, Bertha Quinn un'addetta all'abbigliamento di Leeds, Violet Bryant, un'infermiera di Newcastle e persino una suora agostiniana, Madre Mary Frances della scuola femminile del Priorato di Sant'Agostino a Ealing, che si incatenava alle ringhiere e rompeva le finestre e per questo motivo è stata imprigionata.
Altre donne cattoliche invece condussero dibattiti e discussioni, come Gabrielle Jeffery, Mary Kendall e la poetessa Alice Meynelll, Elizabeth Christitch una serba irlandese e Leonara De Alberti, che divenne la direttrice del Catholic Suffragist, fondando la prima Società cattolica per il suffragio femminile nel 1911. Nel 1919 Elizabeth Christitch ricevette un'Udienza papale in Vaticano con Papa Benedetto XV, capo della fede cattolica, che si dice abbia detto "ci piacerebbe vedere donne elettori ovunque".
Nonostante i forti e talvolta violenti movimenti settari nel Merseyside, si nota che le donne: i gruppi di suffragio femminile cattolico e i membri protestanti della Lega della Chiesa per il suffragio femminile lavorarono efficacemente insieme, con eventi congiunti occasionalmente, una cooperazione notevole per quell'epoca, anche per Eleanor Rathbone, apertamente contraria alla militanza della WSPU ma contenta di lavorare con i suoi individui nel Merseyside, dove donne chiave erano impegnate nella società attraverso divisioni politiche, religiose e divisioni di classi, forse in modo univoco.

## Attivismo e prigione per il WSPU
La Morrissey fondò il ramo di Liverpool della WSPU della Pankhurst con Patricia Woodlock ed Emma Hillier, nessuna delle quali era una figura dell'establishment: la Woodlock era la figlia di un artista povero e la Hillier si autofinanziava con una serie di lavori che andavano dalla missionaria alla sarta.
Il primo arresto della Morrissey avvenne al Belle Vue Manchester nel giugno 1906, quando lei e suo marito stavano protestando a una manifestazione liberale e questo fu trattato con simpatia dalla stampa socialista. Lei fu imprigionata a Holloway e al suo rilascio fu citata nell'articolo "Suffragista cattolico rilasciato", nel Catholic Herald il 5 aprile 1907 che affermava che era 'così poco scoraggiata dalla sua recente esperienza che sperava che non avrebbero riposato fino a quando non avessero avuto 76 donne alla porta di ogni grande città". E la stessa pubblicazione pubblicò la lettera dalla prigione di Morrissey in un articolo "Voti per le donne" il 26 aprile 1907, riportando che Morrissey scriveva che nessuna nazione era libera finché le sue donne vivevano in "silenzio politico" e aggiungeva "la storia ci insegna che è solo dai sacrifici che fanno alcune persone che saremo liberati."
Nel 1907 i tre leader impostarono il focus e l'agenda per la filiale di Liverpool della WSPU, ospitata in locali accessibili a tutti al n. 6 di Colquitt Street. Poiché le due avevano origini socialiste, miravano a educare le donne lavoratrici, tenendo riunioni di strada nelle aree della classe operaia, riunioni alle porte delle fabbriche all'ora di pranzo, invitando l'ex suffragetta Annie Kenney, operaia in un mulino, a fare una settimana di campagna in città. Quando Mary Gawthorpe guidava le filiali della WPSU del Lancashire, c'era sostegno per questi metodi in tutto il nord-ovest industriale. Nel 1908 il numero di partecipanti era cresciuto e in un caso era stato stimato a oltre un migliaio. Sotto la guida di Alice Davies, la Morrissey fu menzionata per aver organizzato la visita di Emmeline Pankhurst alla Hardman Hall nel 1912.